# Torre Cepsa
La Torre Cepsa è un grattacielo di Madrid, situato nella Cuatro Torres Business Area. Con un'altezza di 248 metri è il secondo più alto grattacielo della Spagna e il decimo più alto d'Europa.

## Descrizione
La torre, progettata da Norman Foster, era inizialmente chiamata Torre Repsol e sarebbe dovuta essere la sede compagnia petrolifera Repsol YPF, ma durante la costruzione Repsol decise di cambiare sede e la torre venne venduta alla banca Caja Madrid per un costo di 815.000.000 di euro e venne rinominata Torre Caja Madrid fino 2013, quando cambiò nome in Torre Bankia. Nel 2014 ha assunto la denominazione attuale di Torre Cepsa.
La costruzione è stata finanziata da Grupo ACS e da FCC.